# 덩어리곤봉멍게과
덩어리곤봉멍게과(Holozoidae)는 무관해초목에 속하는 피낭동물과의 하나이다. 9개 속을 포함하고 있다.

## 하위 속
- 청색곤봉멍게속 (Distaplia) - 청색곤봉멍게(D. dubia) 포함
- Hypodistoma Tokioka, 1967
- Hypsistozoa Brewin, 1953
- Neodistoma Kott, 1990
- Polydistoma Kott, 1990
- Protoholozoa Kott, 1969
- Pseudoplacentela Sanamyan, 1993
- Sigillina Savigny, 1816
- 시코조아속 (Sycozoa) - 무화과곤봉멍게(S. kancasi) 포함